# 室井摩耶子
室井 摩耶子（むろい まやこ、1921年4月18日 - ）は、日本のピアニスト。2023年現在、102歳でなお現役の日本最高齢ピアニストである。

## 略歴
東京府（現・東京都）に生まれる。成城小学校に入学した6歳からピアノを始め、小学4年次から高折宮次に師事。1941年、東京音楽学校（現・東京芸術大学音楽学部）を首席で卒業。同校研究科へ進み、レオニード・クロイツァー教授に師事、1943年に修了。 
1945年1月、日比谷公会堂での日本交響楽団（NHK交響楽団の前身）の演奏会でソリストを務めてデビュー。終戦後、本格的にリサイタル活動を開始。エリック・サティやデュカスなど多くの作品を日本初演した。 
1955年、映画『ここに泉あり』にピアニスト役（実名）で出演した。
1956年、モーツァルト「生誕200年記念祭」に日本代表としてウィーンへ派遣された。同年、第1回ドイツ政府給費留学生に推挙され、ベルリン音楽大学へ留学。ベルリンを拠点に、ハウザー教授、ヘルムート・ロロフ教授、ヴィルヘルム・ケンプ教授に師事し研鑽を積んだ。 
1960年、ケンプ教授の推薦でベートーヴェンの曲を4つ並べたリサイタルをベルリンで開催。以降、海外13カ国で演奏を重ね、1964年にはドイツで出版された『世界150人のピアニスト』で紹介された。 
1980年に帰国した後も日本を代表するピアニストとして活躍。80歳を超えてもオーケストラとの共演を続け、2002年に東京フィルハーモニー交響楽団（東京オペラシティ）、2006年10月に神奈川フィルハーモニー管弦楽団（神奈川県立音楽堂）の演奏会に出演した。
2006年～2011年にCDをリリース、「レコード芸術」《特選・準特選》や「音楽現代」《推薦盤》となった。
2012年7月、長年にわたり音楽文化の発展に貢献した功績により「第22回新日鉄音楽賞《特別賞》」（新日鉄文化財団）を受賞。
2012年、90歳の時のインタビューで、1日4時間、演奏会の前は1日8時間の練習を一日も欠かさず続けてきたこと、パソコンを駆使してブログを自ら更新していることを語った。
2019年3月18日、「平成30年度文化庁長官表彰」を受けた。
2021年4月7日、日経ホールにて100歳を記念した「第509回日経ミューズサロン 室井摩耶子百寿記念スペシャル・コンサート」を開催する。同年10月1日、名誉都民に選定された。

## ディスコグラフィ
- ベートーベン三大ソナタ集　「悲愴」「月光」「熱情」レコード番号　MS-1009-N　日本コロムビア　1971
- 「室井摩耶子シューベルトを弾く」FANTASY Adam: ACD-0043
- 室井摩耶子 《月光の曲》ライヴ　CD番号ZMM0601
- 《室井摩耶子／モーツァルト生誕250周年ライヴ》“音楽から立ち昇るモーツァルトの慟哭”CD番号　ZMM0610
- 室井摩耶子／モーツァルト：魂の《アダージョ》モーツァルトの、魂の叫びの伝道者　CD番号　ZMM0706
- 《壮大な音の殿堂“バッハの真髄”室井摩耶子》 CD番号　ZMM0811
- 室井摩耶子《米寿記念コンサートライブ》CD番号　ZMM0909
- 室井摩耶子　演奏の秘密　CD番号　ZMM1009-10
- 室井摩耶子　演奏の秘密 II ～円熟の精華！　CD番号　ZMM1111
- 東京フィルハーモニー交響楽団　オペラシティ「午後のコンサート」シリーズ第13回「マエストロと師匠」SOL‐020602S

## 書籍

### 著書
- 『ピアニストへの道』音楽之友社、1971年 ISBN 4276213819
- 『ママ、僕ピアノ嫌い!』芸術現代社、1975年
- 『ひびきを求めて 〜ピアニストからのメッセージ』音楽之友社、1985年 ISBN 4276370450
- 『チェルニーってつまらないの?　「チェルニー30番」から何を読みとるか』音楽之友社、2002年ISBN  4276143225
- 『明日をもっと素敵にする心の持ち方 ハッピーパワー全開！92歳生涯現役ピアニスト』マガジンハウス、2013年
- 『わがままだって、いいじゃない　92歳のピアニスト「今日」を生きる』小学館、2013年
- 『毎日、続ける - 97歳現役ピアニストの心豊かに暮らす習慣』河出書房新社、2018年

### 関連書籍
- 『室井摩耶子 百一歳のピアニスト』矢島多美、音楽之友社、2022年